# Canoas SC
Der Canoas Sport Club ist ein Sportklub aus Canoas im brasilianischen Bundesstaat Rio Grande do Sul.

## Geschichte
Bereits seit 1996 unterhielt die örtlichen Universität Universidade Luterana do Brasil eine Futsalmannschaft. Diese mündete am 23. Januar 1998 in die formelle Gründung des Ulbra Sport Club. Ulbra war hier eine Abkürzung des Namens der Universität.
2009 wurde Ulbra von einer Finanzkrise heimgesucht, die einige wichtige Sektoren, darunter den Fußball, betraf und dazu führte, dass die Universität die Unterstützung für die Mannschaft einstellte. Damit änderte man seinen Namen in Universidade Sport Club und 2010 in seinen heute gültigen. Vor Beginn der Saison 2015 vor der Betrieb der Fußballabteilung eingestellt. Seitdem nimmt Canoas nur sporadische an Breitenfußballwettbewerben teil.

## Herren Fußball
Die Fußballabteilung von Ulbra wurde 2001 gegründet, um die Beteiligung der Universität am Sportumfeld zu erhöhen. Ab 2002 trat der Klub in der Staatsmeisterschaft von Rio Grande do Sul an. Man begann in der Série B, deren dritten Liga. Ulbra erreichte die Finalspiele im Mai. In diesen traf der Klub auf den RS Futebol Clube. Nachdem das Hinspiel auswärts mit 1:2 verloren gegangen war, gewann man das Rückspiel mit 1:0. Die Entscheidung über den Meistertitel und den Aufstieg in die Série A2 musste im Elfmeterschießen gefunden werden. Hier konnte sich Ulbra mit 7:6 durchsetzen. Der Sieg qualifizierte den Klub auch zur Teilnahme an der Série C, der dritten nationalen Liga, in dem Jahr. Hier trat man in der Gruppe 16 mit drei Gegnern an. Ulbra schloss dieses als Erster ab und zog in die zweite Runde ein. Nachdem in den nächsten beiden Runden der União Bandeirante FC (0:2 / 3:2) und der Iraty SC (0:0 / 1:0) ausgeschaltet werden konnten, endete die Reise in der vierten Runde mit 2:2 und 1:4 gegen den Marília AC. Im Gesamtklassement belegte Ulbra den fünften Platz.
In der Série A2 Staatsmeisterschaft 2003 schaffte der Klub es, sich wieder die Meisterschaft und damit den Durchmarsch in die oberste Spielklasse zu erreichen. In der Série C des Jahres konnte man nicht an die Erfolge des Vorjahres anschließen. Ulbra schied in der zweiten Runde aus und belegte in der Gesamtwertung den 56. Platz.
Sein Debüt in der Série A der Staatsmeisterschaft 2004 gab Ulbra am 2. März beim Grêmio Esportivo Glória (0:0–Unentschieden). Der Klub schaffte eine kleine Sensation. So erreichte man auf Anhieb das Finale, in dem es am 6. Juni gegen den SC Internacional aus Porto Alegre ging. Dem Erstligisten unterlag Ulbra mit 1:2. In der Série C 2004 schied der Klub wieder in der zweiten Runde aus und belegte in der Gesamtwertung den 20. Platz.
Als Vizemeister aus der Staatsmeisterschaft 2004 hatte sich Ulbra auch erstmals für die Teilnahme am nationalen Pokalwettbewerb, dem Copa do Brasil qualifiziert. Beim Copa do Brasil 2005 traf der Klub auf den FC Treze. Bestritt man das Hinspiel zuhause noch erfolgreich mit 3:0, unterlag Ulbra im Rückspiel 0:5 und schied aus. Auch bei den weiteren Auftritten 2006 und 2008 war jeweils in der ersten Runde Schluss.
Bis 2013 konnte sich konnte sich der Klub, nunmehr als Canoas SC, in der obersten Spielklasse halten. Dann musste man als Tabellenletzter absteigen. Auch die Folgesaison in der Série A2 verlief negativ. Der Klub verlor 13 seiner 15 Partien und musste zur Saison 2015 in Série B absteigen. Bevor diese begann, zog sich Canoas vom Spielbetrieb zurück.

## Herren Teilnahme an Fußballwettbewerben
| Wettbewerb                   | Teilnahmen                 |
| ---------------------------- | -------------------------- |
| Copa do Brasil               | 03× – 2005, 2006, 2008     |
| Série C                      | 02× – 2002–2004, 2006–2007 |
| Staatsmeisterschaft Série A  | 10× – 2004–2013            |
| Staatsmeisterschaft Série A2 | 02× – 2003, 2014           |
| Staatsmeisterschaft Série B  | 01× – 2002                 |
| Staatspokal                  | 05× – 2004–2008            |

## Erfolge Herren
- Staatsmeisterschaft von Rio Grande do Sul – Série B: 2002
- Staatsmeisterschaft von Rio Grande do Sul – Série A2: 2003
- Vizemeister Staatsmeisterschaft von Rio Grande do Sul – Série A: 2004
- Finalist Copa Federação Gaúcha de Futebol: 2005

## Frauenmannschaft
Für Canoas trat in der Vergangenheit auch eine Frauenauswahl an. Mindestens 2010 in einer Spielgemeinschaft mit dem Gaúcho FF sowie 2013 bis 2016 gemeinsam mit der Escola de Futebol da Duda Sede SP in der Staatsmeisterschaft von Rio Grande do Sul. 2015 wurde die Mannschaft durch die örtliche Universidade La Salle ergänzt.
U. a. 2010 konnte die Mannschaft die Staatsmeisterschaft gewinnen. Dieser Erfolg qualifizierte die Mannschaft zur Teilnahme am Copa do Brasil (Frauenfußball) im Folgejahr. Beim Copa do Brasil de Futebol Feminino 2011 musste die Mannschaft gegen eine der besten Mannschaften seinerzeit antreten die AE Kindermann. So verlor Canoas beide Spiele mit 0:6 und 0:1.

### Erfolge Frauen
- Staatsmeisterschaft von Rio Grande do Sul: 2010, 2015, 2016

## Futsalmannschaft
1996 wurde mit der Liga Nacional de Futsal (LNF) eine professionelle Futsalliga vom nationalen Verband, dem Confederação Brasileira de Futsal, ins Leben gerufen. Ulbra nahm ab der ersten Veranstaltung der Liga an dieser teil. Bei der ersten Ausgabe noch als Spielgemeinschaft mit dem SC Internacional. Die Internacional/Ulbra konnte nicht nur die Vorrunde als Erster abschließen, sondern sich auch in der Finalrunde bis ins Finale vorkämpfen, wo der Vasco da Gama FC bezwungen werden konnte (2:2, 4:0, 6:1). Der Sieg qualifizierte die Spielgemeinschaft zur Teilnahme an einem Vorläuferwettbewerb des Futsal-Weltpokals. Beim Copa Intercontinental de Futsal im März 1997 mit Mannschaften aus acht Ländern, darunter auch der FC Barcelona. Internacional/Ulbra schaffte den Einzug ins Finale, traf dort eben auf die Auswahl Barcelonas und konnte das Treffen mit 4:2 für sich entscheiden.
Ab 1997 trat Ulbra dann allein in der LNF an und dieses weiterhin erfolgreich. Dieses nicht nur in der Liga, sondern 1999 erneut beim Copa Intercontinental. Dieses Mal gab es nur einen Gegner, den MFK Dynamo Moskau. Wieder ging Ulbra nach drei Partien als Sieger vom Platz.

### Erfolge Futsal
- Copa Intercontinental de Futsal: 1996, 1999
- Liga Nacional de Futsal: 1996, 1998, 2002, 2003
- Liga Nacional de Futsal – Vizemeister: 2001, 2004, 2008

## Erfolge in anderen Sportarten
Basketball
- Meister von Rio Grande do Sul (6×): 1997, 1998, 2002, 2003, 2004, 2005
- Copa NLB: 2006

Volleyball
- Superliga Brasileira de Voleibol (3×)[7]: 1997/98, 1998/99, 2002/03
- Campeonato Gaúcho de Vôlei (11×): 1995 *, 1996, 1998, 1999, 2000, 2001, 2002, 2003, 2006, 2007, 2008
- Campeonato Paulista de Volêi (3×): 2003 **, 2007***, 2008***

Gymnastik
- Brasilianische Meisterschaft: 2006
- Trampolinmeister von Rio Grande do Sul (5×): 2001, 2002, 2003, 2005, 2006

Handball
- Südamerikanische Handball-Vereinsmeisterschaft der Frauen: 1998, 1999
- Copa Mercosul Feminino (4×): 1996, 1998, 1999, 2001
- Liga Nacional de Handebol Feminino: 1998
- Campeonato Gaúcho de Handebol Feminino (7×): 1997, 1998, 1999, 2000, 2001, 2002, 2003

Judo
- Confederação Sul-Americana de Judô: 2007
- Universitätsmeisterschaft: 2002

Leichtathletik
- Campeonato Gaúcho: 9× Frauen, 8× Männer – 2000, 2001, 2002, 2003, 2004, 2005, 2006, 2007, 2008